# Kartel (muzička grupa)
Rok grupa „Kartel” je muzička grupa, osnovana 2009. godine u Beogradu. Grupu su osnovali Dejan Janjić, Marko Raco, Nenad Stošić i Stefan Tasić. Muzika benda je u osnovi gitarska rok svirka, u kojoj se prepliću melodični, melanholični i atmosferični elementi bez svesne tendencije za pripadanje bilo kom žanru.
Grupa Kartel je pre zvaničnog izdanja objavila dva spota:
- Budućost u martu 2010.
- Niko nema pravo u junu 2011.

Obe pesme su provele više nedelja na značajnijim televizijskim i radijskim top listama u zemlji, a spot Niko nema pravo čak jedanaest nedelja na Jelen Top 10 listi (RTS 2). Ove pesme objavljene su na albumu Možda baš ti.
Prvi album Možda baš ti objavljen je u septembru 2012. u izdanju Odličan Hrčak. U septembru 2012. bend objavljuje spot Alkohol. Tekstovi na albumu su društveno angažovani i bave se čovekom i njegovim odnosom sa svetom oko sebe.
Album je sniman od novembra 2009. do oktobra 2010. u beogradskom studiju Red Water Andreje Jovanovića. Album su producirali Goran Antović i Andreja Jovanović.
Kartel je u periodu 2011 — 2013. nastupao samostalno kao i na grupnim koncertima širom Srbije na kojima je binu delio sa mnogobrojnim domaćim bendovima.
Ubrzo nakon objavljivanja prvog albuma dolazi do promena u postavi i bubnjar Nenad Stošić i basista Stefan Tasić odlaze iz benda a bendu se priključuju Živko Grčić na bubnju, Vladimir Komnenić bas gitara i Uroš Andrijašević gitara.
Nakon nekolicine zajedničkih nastupa bend nastavlja kao trojka i to Marko Raco vokal i bas, Dejan Janjić gitara i Živko Grčić bubanj. Ovo je i poslednja zvanična postava grupe Kartel.